# Krupa na Uni
Krupa na Uni (serbisch-kyrillisch Крупа на Уни; „Krupa an der Una“) ist eine Verbandsgemeinde (opština) im Nordwesten von Bosnien und Herzegowina. Sie befindet sich südlich der Una in den Bergen östlich von Bosanska Krupa und entstand 1992 während des Bosnienkrieges als Abspaltung der Vorkriegsgemeinde Bosanska Krupa und wurde nach dieser benannt. Sie liegt in der Republika Srpska direkt an der Entitätengrenze.

## Geographie
Die nächsten größeren Orte in der Umgebung sind Bosanska Krupa und Bosanska Otoka, die beide zur Föderation Bosnien und Herzegowina gehören. Die nächste Stadt innerhalb der Republika Srpska ist Novi Grad etwa 24 Kilometer nördlich. Das Ufer des Flusses Una, nach dem sie benannt ist, berührt die Gemeinde nur auf einem kurzen Abschnitt von etwa anderthalb Kilometern im äußersten Norden.
Zu Krupa na Uni gehören die Gemeindeteile Donji Dubovik, Donji Petrovići, Gornji Bušević, Hašani, Mali Dubovik, Osredak, Otoka (Anteil), Potkalinje (Anteil), Srednji Bušević, Srednji Dubovik, Srednji Petrovići und Veliki Dubovik (Anteil).

## Geschichte
Die Ortsteile der heutigen Gemeinde gehörten bis zum Beginn des Bosnienkrieges 1992 zur Verbandsgemeinde Bosanska Krupa und wurden von dieser durch die Grenzziehung nach dem Abkommen von Dayton getrennt.

## Bevölkerung
Zur Volkszählung 2013 hatte die Gemeinde 1597 Einwohner. Davon bezeichneten sich 1592 als Serben. Somit ist Krupa na Uni jene Gemeinde in Bosnien mit dem höchsten serbischen Bevölkerungsanteil (99,69 %). Vor den ethnischen Umwälzungen des Bosnienkrieges waren etwa 29 der Bevölkerung Bosniaken.

## Infrastruktur
Die Gemeinde Krupa na Uni verfügt lediglich über eine einzige Grundschule. Nicht alle Ortsteile sind über asphaltierte Straßen mit dem Gemeindezentrum in Donji Dubovik verbunden.
Im Una-Tal im Norden queren zwar die Magistralstraße 14 sowie die Una-Bahn das Gemeindeterritorium, jedoch besteht von dort aus keine Verbindung zum Rest der Gemeinde.

## Persönlichkeiten
- Branko Ćopić (1915–1984), jugoslawischer Schriftsteller; geboren in Hašani